# Hybride organisatie
Een hybride organisatie is een publieke instelling die ook op de markt actief is. Voorbeelden zijn universiteiten die ook onderzoek voor externe opdrachtgevers verrichten, woningcorporaties die zich als projectontwikkelaars gaan profileren en (in Nederland) ROC’s die ook opleidingstrajecten voor bedrijven gaan verzorgen.
Bij overheden komen zulke organisaties ook voor, onder invloed van het New Public Management.
Hybriditeit kan zowel positieve als ook negatieve gevolgen hebben. Een positief effect is het ontstaan van synergie. Negatieve effecten zijn bijvoorbeeld concurrentievervalsing en oneerlijke concurrentie.
In Nederland heeft vooral Roel in 't Veld het onderzoek naar hybride organisaties beïnvloed.

## Zie voor meer informatie
- In ’t Veld, Roel (1997): Noorderlicht, VUGA
- Algemene Rekenkamer (2005): Publiek Ondernemerschap, Den Haag
- Brandsen, Taco et al. (2006): Meervoudig Bestuur, Lemma